# Otto Bernhardt
Pour les articles homonymes, voir Bernhardt.
Otto Bernhardt (né le 13 février 1942 à Rendsburg et mort le 8 octobre 2021) est un homme politique allemand, membre de la CDU. Élu du Bundestag de 1998 à 2009.